# Hyundai Santa Cruz
La Hyundai Santa Cruz è un'autovettura di tipo pick-up prodotta dalla casa automobilistica sud coreana Hyundai Motor Company a partire dal giugno 2021.

## Contesto
La Santa Cruz è un pick up a quattro porte prodotto dalla sudcoreano Hyundai ed è il primo pick-up di Hyundai venduto nel mercato nordamericano. Il veicolo si basa sul pianale e la meccanica della Tucson, utilizzando un telaio monoscocca rispetto a un telaio a longheroni separato dalla carrozzeria che solitamente viene impiegato dalla maggior parte dei pick up statunitensi.

## Descrizione

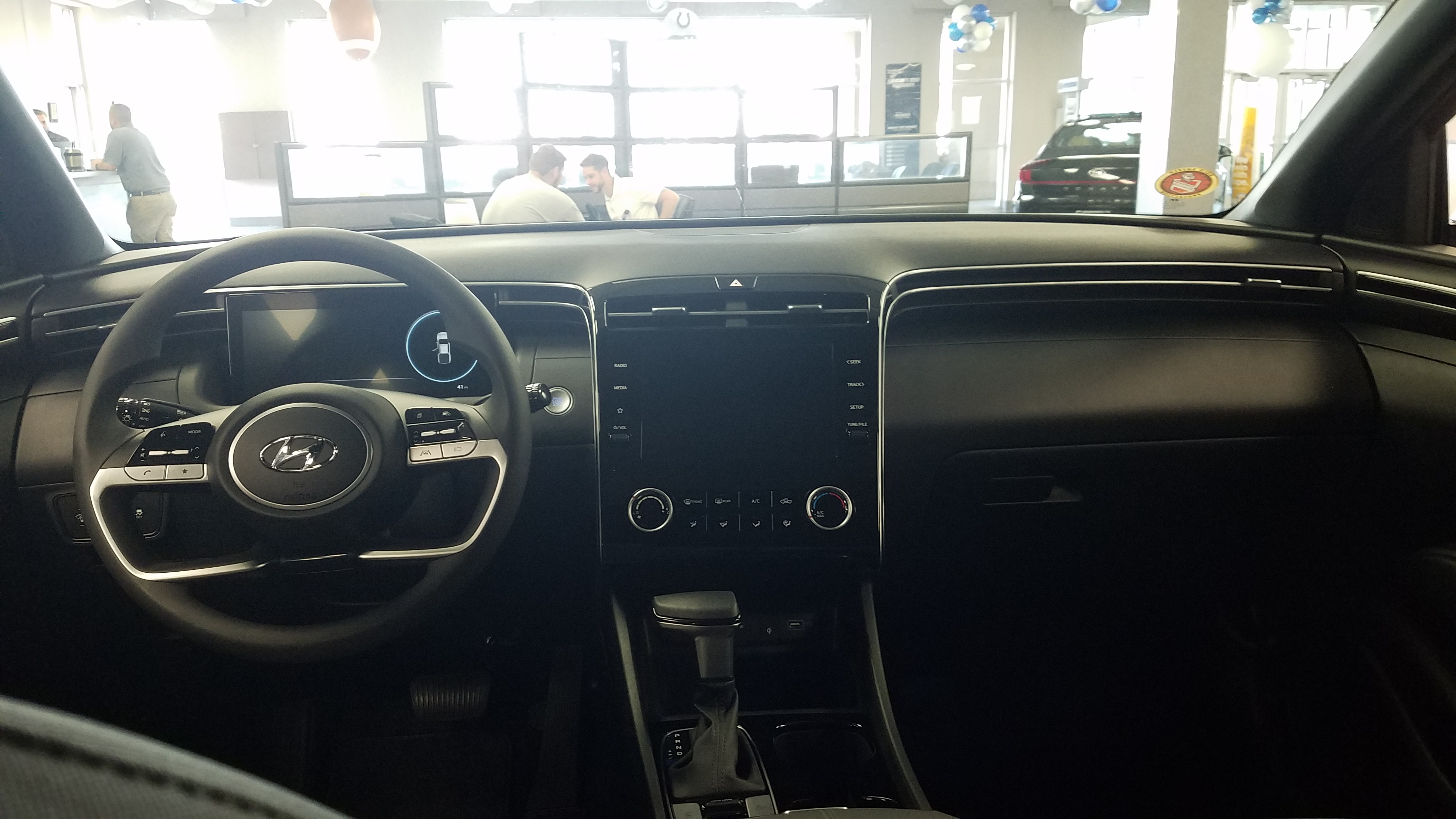
Interni

La vettura è stata presentata in anteprima sotto forma di concept car al North American International Auto Show del 2015.
Il modello per la produzione in serie è stato presentato nell'aprile 2021.
La Santa Cruz è strettamente derivata alla Tucson di quarta generazione, condividendo molte componenti come le motorizzazioni, l'impianto di produzione in Alabama e il design del cruscotto. Presenta anche uno stile esterno e un design della carrozzeria simile alla Tucson di quarta generazione, in special modo nella parte anteriore dominata dalla griglia in cui sono incorporate le luci diurne a LED dalla forma triangolare.
La Santa Cruz di base nasce in configurazione con la sola trazione anteriore, con il sistema di trazione integrale denominato HTRAC che equipaggia solo gli allestimenti più ricchi. Il sistema HTRAC consiste in un sistema che ripartisce alle ruote posteriori fino al 50 per cento della potenza e coppia motrice del motore tramite un differenziale centrale. Dal punto di vista tecnico la vettura è dotata di una sospensione MacPherson per le ruote anteriori e una sospensione indipendente del tipo multilink al retrotreno. Le sospensioni posteriori sono dotate di ammortizzatori autolivellanti per mantenere il veicolo in assetto anche quando c'è del peso sul cassone o è agganciato un rimorchio.
Il veicolo è disponibile con due motorizzazioni a benzina a 4 cilindri: si tratta del 2,5 litri a iniezione diretta capace di erogare 194 CV e 245 Nm. In opzione è disponibile lo stesso motore da 2,5 litri ma turbocompresso con 285 CV e 422 Nm di coppia. Il motore aspirato è abbinato a una trasmissione automatica a otto velocità, mentre il motore turbo ad un automatico a doppia frizione a otto velocità con comandi al volante.